# Discografia de Elaine de Jesus
A discografia de Elaine de Jesus retrata todos os álbuns da cantora Elaine de Jesus. Começou sua carreira em 1993 e até hoje lançou 10 CDs de estúdio e dois DVDs. Elaine de Jesus já possui mais de 3 milhões de álbuns vendidos. 

## Gravações solo
| Ano  | Título | Vendas      | Certificações |
| ---- | --- | ----------- | ------------- |
| 1993 | Pentecoste Divino - Lançamento: Janeiro de 1993 - Formatos: LP, CD                                                    | - 150.000   | - Ouro        |
| 1996 | Poder e Autoridade - Lançamento: Janeiro de 1996 - Formatos: LP, CD                                                   | - 150.000   | - Ouro        |
| 1999 | Muito Especial - Lançamento: 1999 - Formatos: CD                                                                      | - 600.000   | - 2× Platina  |
| 2002 | Até o Fim - Lançamento: 2002 - Formatos: CD                                                                           | - 1.200.000 | - Diamante    |
| 2004 | Pérola - Lançamento: 2004 - Formatos: CD                                                                              | - 850.000   | - Diamante    |
| 2006 | Sala do Trono - Lançamento: 2006 - Formatos: CD                                                                       | - 400.000   | - 3× Platina  |
| 2008 | Transparência - Lançamento: 2008 - Formatos: CD                                                                       | - 250.000   | - 2× Platina  |
| 2010 | Celestial - Lançamento: 2010 - Formatos: CD                                                                           | - 90.000    | - Platina     |
| 2012 | Escolhidos - Lançamento: 2012 - Formatos: CD                                                                          | - 170.000   | - 2× Platina  |
| 2016 | Somos a Igreja - Lançamento: 2016 - Formatos: CD e Digital                                                            | - 30.000    |               |
| 2020 | Coração Guerreiro - Lançamento: Março de 2020 - Formatos: Digital                                                     |             |               |
| 2020 | Como o Céu Te Adora - Lançamento: Junho de 2020 - Formatos: Digital                                                   |             |               |
| 2023 | Jesus - Lançamento: 24 de Fevereiro de 2023 - 2° Lançamento (Versão Deluxe): 18 de Agosto de 2023 - Formatos: Digital |             |               |

## Elaine de Jesus e Alexandre Silva
| Ano  | Título                                                        | Vendas    | Certificações |
| ---- | ------------------------------------------------------------- | --------- | ------------- |
| 2003 | Sem Comparação - Lançamento: 2003 - Formatos: CD e Digital    | - 150.000 | - Platina     |
| 2005 | Deus nos Escolheu - Lançamento: 2005 - Formatos: CD e Digital | - 50.000  | - Ouro        |

## Videografia
| Ano  | Título                                                            | Vendas            |
| ---- | ----------------------------------------------------------------- | ----------------- |
| 2010 | Elaine de Jesus - 15 anos Ao Vivo - Formatos: CD e DVD            | - 30.000 (CD/DVD) |
| 2014 | Manifestação da Glória - (20 Anos - Ao Vivo) - Formatos: CD e DVD | - 15.000 (CD/DVD) |